# جائزة الفيزياء الأساسية
جائزة الفيزياء الأساسية (بالإنجليزية: Prix de physique fondamentale)‏ هي جائزة تقدم من قبل مؤسسة جائزة الفيزياء الأساسية (Fundamental Physics Prize Foundation) وهي منظمة غير ربحية أسست في يوليو 2012 من قبل الملياردير الروسي يوري ميلنر.

اعتبارًا من سبتمبر 2018، تعد هذه الجائزة هي أكثر الجوائز الأكاديمية ربحًا في العالم وهي أكثر من ضعف المبلغ الممنوح لجوائز جائزة نوبل.
تم إطلاق عدة جوائز أخرى فضلا عن جائزة الفيزياء الأساسية مثل:
- جائزة الفيزياء الأساسية الخاصة.
- جائزة الفيزياء الحدودية.
- جائزة الأفاق الجديدة في الفيزياء (تقدم للشباب).

## الترشيحات والجوائز المالية
اعتبارًا من سبتمبر 2018، يمكن لأي شخص ترشيح مرشح من خلال موقع FPP. واعتبارًا من سبتمبر 2018، تبلغ قيمة كل جائزة 3 ملايين دولار. تتجاوز القيمة النقدية جائزة نوبل المرموقة، والتي بلغت أكثر من 1.2 مليون دولار في عام 2012.
الحاصلون على جائزة فيزياء الحدود (الحاصلون على القائمة المختصرة لجائزة الفيزياء الأساسية) والذين لا يمنحون جائزة الفيزياء الأساسية يحصل كل منها (اعتبارًا من عام 2013) على 300000 دولار ويتم إعادة ترشيحهم تلقائيًا لجائزة الفيزياء الأساسية كل 5 أعوام قادمة.

## الفائزون

### جائزة الفيزياء الأساسية
قائمة الفائزين بالجائزة:
- 2012: نیما أرکاني حامد، آلان غوث، أليكساي كيتاييف، مكسيم كونتسيفيتش، أندريه ليند، خوان مارتن مالداسينا، ناثان سايبرغ، أشوك سن، إدوارد ويتن.
- 2013: ألكسندر ماركوفيتش بولياكوف.
- 2014: مايكل غرين، جون هنري شفارتز.

### جائزة الفيزياء الأساسية الخاصة
تم تقديم هذه الجائزة مرة واحدة فقط، وتلقاها: ستيفن هوكينغ، بيتر جيني، فابيولا جيانوتي، ميشيل ديلا نيجرا، تيجندر فيردي، غيدو تونيلي، جوزيف إنكانديلا، لين إيفانز.

### جائزة الفيزياء الحدودية
- 2013: تشارلز كاين، لورنز مولنكامب، شوشنغ تشانغ، ألكسندر ماركوفيتش بولياكوف، جوزيف بولشينسكي.
- 2014: جوزيف بولشينسكي، مايكل غرين، جون شوارتز، كامران وفا، أندرو سترومينغر.

### جائزة الأفاق الجديدة في الفيزياء
- 2013: نيكلاس بايسار، دافيد غايوتو، زوهار كومارغودسكي
- 2014: فريدي كاشازو، شيراز مينوالا، فياشسلاف ريشكوف

## روابط خارجية
- الموقع الرسمي (بالإنجليزية)